# Лецко, Евгений Григорьевич
Евгений Григорьевич Лецко (бел. Яўген Рыгоравіч Лецка; Побрезье, Барановичская область) — белорусский писатель, критик, литературовед. Кандидат филологических наук (1980).

## Биография
Родился в деревне Побрезье (ныне — в Новогрудском районе Гродненской области).
Окончил БГУ (1968). Работал на заводе, учителем, корреспондентом радиовещания. С 1971 года в Институте литературы АН Беларуси, с 1986 в издательстве «Мастацкая літаратура», с 1997 директор издательства «Бацькаўшчына».
Печатается с 1968. Исследует художественную особенность, стиль современных белорусских прозаиков, взаимодействие литературы и читателя (сборник «Выхаваўчая роля літаратуры», 1980). В повестях «Па цаліку» (1977), «Дарога ў два канцы» (1981) проявляется психологизм, четкость рисунка характеров, доброе ощущение языка. Составитель литературоведческого сборника «Вобраз» (1981), сборников рассказов молодых белорусских писателей «Цяпло на першацвет» (1985), «Акно ў зялёны сад» (1988), книг произведений Н. Дешкевича (1991), Л. Калюги (1992), А. Мрыя (1993) и др.
Глава Оргкомитета (1989-90) и Рады (1990-93) Объединения белорусов мира «Бацькаўшчына».